# Ґабріель Ґіффордс
Ґа́бріель Ді Ґі́ффордс (англ. Gabrielle Dee "Gabby" Giffords; 8 червня 1970, Тусон) — американський політик та громадський діяч, член Палати представників США від штату Аризона. Член Демократичної партії, третя жінка в історії Аризони, обрана до Конгресу США. Чоловік Ґабріель — астронавт Марк Келлі.

## Замах
8 січня 2011 року о 10 год за місцевим часом (UTC-7) під час публічного заходу в рідному місті Тусоні в торговому центрі мережі Safeway Ґіффордс було важко поранено в голову, після чого в критичному стані доставлено до шпиталю. На місці замаху було вбито 5 осіб, в тому числі федерального суддю Джона Ролла і керівника соціальних програм при Ґіффордс Гейба Ціммермана. Шоста жертва — дев'ятирічна дівчинка Крістіна Тейлор Грін — трохи згодом померла в лікарні. Четверо осіб перебувають у критичному стані.
На місці злочину було затримано 22-річного підозрюваного Джареда Лі Лофнера (англ. Jared Lee Loughner), що поранив із 9-мм пістолета марки «Glock» зі збільшеним магазином ще 18 (за іншими даними 13) осіб. Спершу було оголошено в розшук другого підозрюваного, проте ним виявився таксист, що підвозив Лофнера, з нього було знято звинувачення. 10 січня 2011 року Джареду Лофнеру було пред'явлено офіційне звинувачення.

## Видужання та подальша кар'єра
Попри те, що куля пройшла наскрізь через череп та ліву півкулю мозку і вийшла над бровою, Ґабріель Ґіффордс швидко одужала.